# Frederick George Charles Paget
Frederick George Charles Paget fue un oficial de la Royal Navy que tuvo participación en la llamada Cuestión Christie, grave conflicto que llevó a la ruptura de relaciones diplomáticas entre el Imperio de Brasil y Gran Bretaña.

## Biografía
Frederick George Charles Paget, hijo del capitán Lord William Paget (1803 - 1873), ingresó a la marina británica alcanzando el grado de teniente el 21 de mayo de 1852.
El 7 de junio de 1858 recibió su primer comando, el de la balandra de guerra a vapor HMS Oberon, con la que se sumó a la estación naval británica en el Atlántico Sur.
Durante la Cuestión Christie, el 31 de marzo de 1861 arribó a Río Grande convoyando a la HMS Sheldrake que conducía al capitán Thomas Saumarez, del HMS Forte (51 cañones), para colaborar con el cónsul británico en Río Grande Henry Prendergast Vereker y presionar al gobierno brasileño encabezado en el estado de Rio Grande do Sul por Francisco de Assis Pereira Rocha.
Ya gravemente enfermo, el 14 de noviembre de 1865 entregó el mando al teniente Edmund Hope Verney y regresó a su patria, donde falleció el 3 de marzo de 1866.